# Olympische Sommerspiele 1960/Leichtathletik – 3000 m Hindernis (Männer)
Der 3000-Meter-Hindernislauf der Männer bei den Olympischen Spielen 1960 in Rom wurde am 1. und 3. September 1960 im Stadio Olimpico ausgetragen. 32 Athleten nahmen teil.
Olympiasieger wurde der Pole Zdzisław Krzyszkowiak. Er gewann vor den beiden sowjetischen Athleten Nikolai Sokolow und Semjon Rschischtschin.
Es gingen drei Deutsche und der Schweizer Walter Kammermann an den Start. Hermann Buhl und Kammermann scheiterten schon in der Vorrunde. Ludwig Müller und Hans Hüneke erreichten das Finale. Müller belegte am Ende Rang sechs, Hüneke musste das Rennen aufgeben. Läufer aus Österreich und Liechtenstein nahmen nicht teil.

## Rekorde

### Bestehende Rekorde

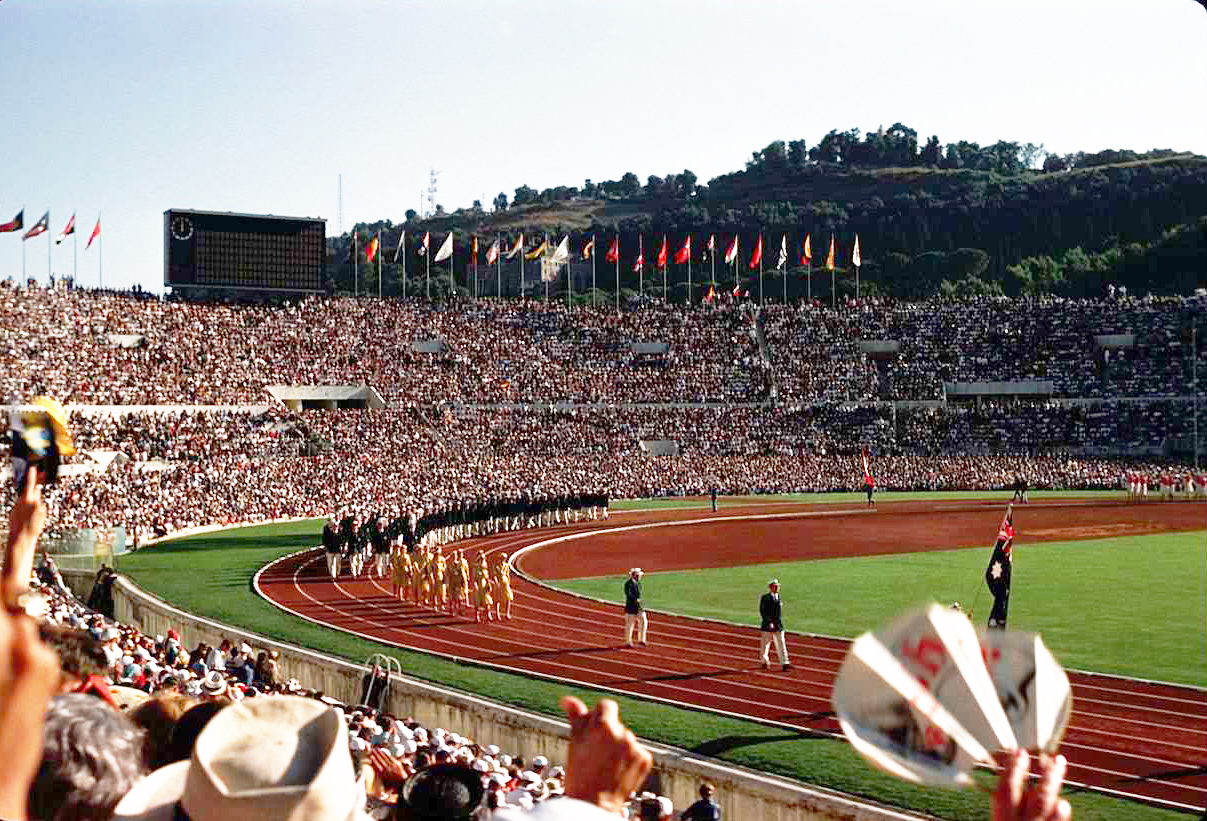
Das Olympiastadion während der Eröffnungsfeier

| Weltrekord         | 8:31,4 min | Zdzisław Krzyszkowiak ( Polen)  | Tula, Sowjetunion (heute Russland) | 26. Juni 1960     |
| Olympischer Rekord | 8:41,2 min | Chris Brasher ( Großbritannien) | Finale OS Melbourne, Australien    | 29. November 1956 |

### Rekordverbesserung
Der polnische Olympiasieger Zdzisław Krzyszkowiak verbesserte den bestehenden olympischen Rekord im Finale am 3. September um sieben Sekunden auf 8:34,2 min. Seinen eigenen Weltrekord verfehlte er um 2,8 Sekunden.

## Durchführung des Wettbewerbs
32 Läufer traten am 1. September zu drei Vorläufen an. Pro Vorlauf qualifizierten sich die jeweils drei Laufbesten – hellblau unterlegt – für Finale am 3. September.

## Zeitplan
1. September, 17:50 Uhr: Vorläufe

3. September, 16:50 Uhr: Finale

## Vorläufe
Datum: 1. September 1960, ab 17.50 Uhr

### Vorlauf 1
| Platz | Name                   | Nation           | Offizielle Zeit handgestoppt | Inoffizielle Zeit elektronisch |
| ----- | ---------------------- | ---------------- | ---------------------------- | ------------------------------ |
| 1     | Nikolai Sokolow        | Sowjetunion      | 8:43,2 min                   | 8:43,56 min                    |
| 2     | Gunnar Tjörnebo        | Schweden         | 8:48,6 min                   | 8:48,77 min                    |
| 3     | Hans Hüneke            | Deutschland      | 8:50,4 min                   | 8:50,59 min                    |
| 4     | Georgios Papavasileiou | Griechenland     | 8:51,2 min                   | 8:51,46 min                    |
| 5     | Phil Coleman           | USA              | 8:56,6 min                   | 8:56,72 min                    |
| 6     | Vlastimil Brlica       | Tschechoslowakei | 8:59,8 min                   | 9:00,07 min                    |
| 7     | Attila Simon           | Ungarn           | 9:02,6 min                   | 9:00,07 min                    |
| 8     | Guy Texereau           | Frankreich       | 9:03,8 min                   | 9:04,23 min                    |
| 9     | Walter Kammermann      | Schweiz          | 9:11,8 min                   | k. A.                          |
| 10    | Eric Shirley           | Großbritannien   | 9:14,8 min                   | k. A.                          |
| 11    | Joaquim Ferreira       | Portugal         | 9:30,2 min                   | k. A.                          |
| DNS   | Balkrishan Singh       | Indien           |                              |                                |

### Vorlauf 2
| Platz | Name                   | Nation           | Offizielle Zeit handgestoppt | Inoffizielle Zeit elektronisch |
| ----- | ---------------------- | ---------------- | ---------------------------- | ------------------------------ |
| 1     | Zdzisław Krzyszkowiak  | Polen            | 8:49,6 min                   | 8:49,92 min                    |
| 2     | Ludwig Müller          | Deutschland      | 8:49,6 min                   | 8:49,86 min                    |
| 3     | Alexei Konow           | Sowjetunion      | 8:50,0 min                   | 8:50,19 min                    |
| 4     | George Young           | USA              | 8:50,8 min                   | 8:50,93 min                    |
| 5     | Bohumír Zháňal         | Tschechoslowakei | 8:52,8 min                   | 8:53,01 min                    |
| 6     | Dave Chapman           | Großbritannien   | 8:53,0 min                   | 9:00,07 min                    |
| 7     | Pentti Karvonen        | Finnland         | 9:04,8 min                   | 9:04,91 min                    |
| 8     | José Fernández Serrano | Spanien          | 9:12,8 min                   | k. A.                          |
| 9     | Mubarak Shah           | Pakistan         | 9:20,0 min                   | k. A.                          |
| 10    | Alfredo Tinoco         | Mexiko           | 9:38,0 min                   | k. A.                          |
| DNS   | Walter Steinbach       | Österreich       |                              |                                |

### Vorlauf 3

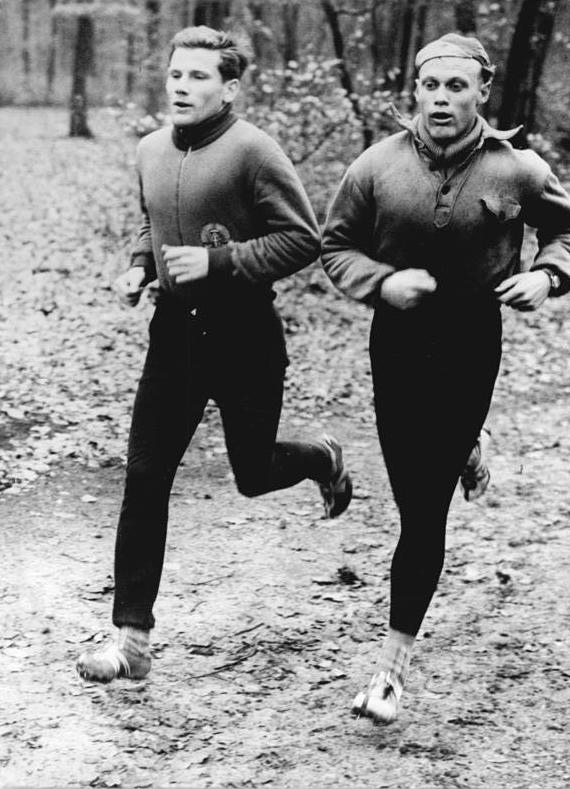
Hermann Buhl (hier links neben seinem Trainingspartner Siegfried Valentin) scheiterte im dritten Vorlauf um einen Rang

| Platz | Name                  | Nation         | Offizielle Zeit handgestoppt | Inoffizielle Zeit elektronisch |
| ----- | --------------------- | -------------- | ---------------------------- | ------------------------------ |
| 1     | Semjon Rschischtschin | Sowjetunion    | 8:48,0 min                   | 8:48,11 min                    |
| 2     | Deacon Jones          | USA            | 8:49,2 min                   | 8:49,32 min                    |
| 3     | Gaston Roelants       | Belgien        | 8:49,4 min                   | 8:49,52 min                    |
| 4     | Hermann Buhl          | Deutschland    | 8:49,6 min                   | 8:49,56 min                    |
| 5     | Lage Tedenby          | Schweden       | 8:52,8 min                   | 8:52,94 min                    |
| 6     | Franc Hafner          | Jugoslawien    | 8:55,4 min                   | 8:55,68 min                    |
| 7     | Jerzy Chromik         | Polen          | 9:06,2 min                   | 9:06,68 min                    |
| 8     | Michael Palmer        | Großbritannien | 9:10,4 min                   | 9:10,68 min                    |
| 9     | Gerhart Hecker        | Ungarn         | 9:12,4 min                   | k. A.                          |
| 10    | Cahit Önel            | Türkei         | 9:14,6 min                   | k. A.                          |
| 11    | Mohamed Lahcen        | Marokko        | 9:29,4 min                   | k. A.                          |
| DNS   | Sebastião Mendes      | Brasilien      |                              |                                |

## Finale

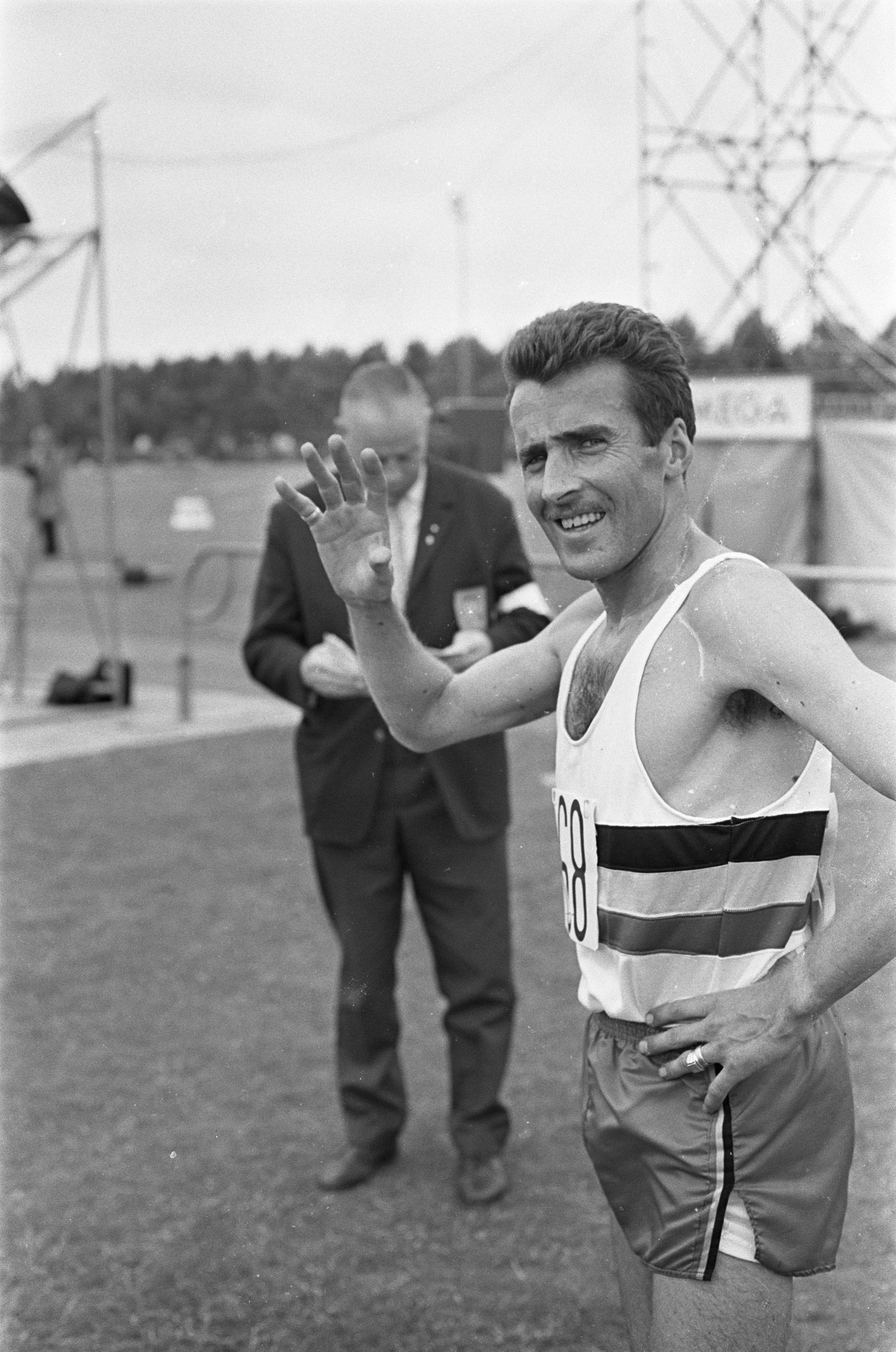
Der hier viertplatzierte Gaston Roelants wurde vier Jahre später in Tokio Olympiasieger

Datum: 3. September 1960, 16:50 Uhr
| Platz | Name                  | Nation      | Offizielle Zeit handgestoppt | Inoffizielle Zeit elektronisch |
| ----- | --------------------- | ----------- | ---------------------------- | ------------------------------ |
| 1     | Zdzisław Krzyszkowiak | Polen       | 8:34,2 min OR                | 8:34,30 min                    |
| 2     | Nikolai Sokolow       | Sowjetunion | 8:36,4 min000                | 8:36,55 min                    |
| 3     | Semjon Rschischtschin | Sowjetunion | 8:42,2 min000                | 8:42,34 min                    |
| 4     | Gaston Roelants       | Belgien     | 8:47,6 min000                | 8:47,85 min                    |
| 5     | Gunnar Tjörnebo       | Schweden    | 8:58,6 min000                | 8:58,87 min                    |
| 6     | Ludwig Müller         | Deutschland | 9:01,6 min000                | 9:01,57 min                    |
| 7     | Deacon Jones          | USA         | 9:18,2 min000                | 9:18,22 min                    |
| 8     | Alexei Konow          | Sowjetunion | 9:18,2 min000                | 9:18,23 min                    |
| DNF   | Hans Hüneke           | Deutschland |                              |                                |

Favorit des Rennens war der polnische Weltrekordhalter Zdzisław Krzyszkowiak. 1958 war er Doppeleuropameister über 5000 und 10.000 Meter geworden. Seine stärksten Gegner kamen aus der UdSSR.
Mit hohem Tempo im Finale versuchten die sowjetischen Läufer gemeinsam, das Rennen für sich zu entscheiden. Zunächst übernahm Alexei Konow die Führungsarbeit und sorgte von Beginn an für eine schnelle Fahrt. Die 1000-Meter-Marke durchlief er in 2:45 min. Dahinter lag der Belgier Gaston Roelants. Die 2000 Meter wurden in 5;45,9 min durchlaufen, nun lag Nikolai Sokolow an der Spitze, während Konow zurückfiel. Doch Krzyszkowiak hielt jederzeit den Kontakt zu den Führenden. Auf der Gegengeraden der letzten Runde übernahm er seinerseits die Initiative und zog den Schlussspurt an. Schnell tat sich eine Lücke zu seinen Kontrahenten auf, das Rennen um Gold war entschieden. Zdzisław Krzyszkowiak gewann in neuer Olympiarekordzeit von 8:34,2 min.
Die beiden sowjetischen Läufer Nikolai Sokolow und Semjon Rschischtschin wurden in dieser Reihenfolge Zweiter und Dritter. Gaston Roelants musste sich mit dem undankbaren vierten Platz zufriedengeben. Aber für ihn sollte dann vier Jahre später in Tokio der Olympiasieg auf dieser Distanz folgen.
Zdzisław Krzyszkowiak gewann die erste Goldmedaille für Polen in dieser Disziplin.

## Video
- Olimpiadi 1960, youtube.com, abgerufen am 13. Oktober 2017